# Tessellated Pavement

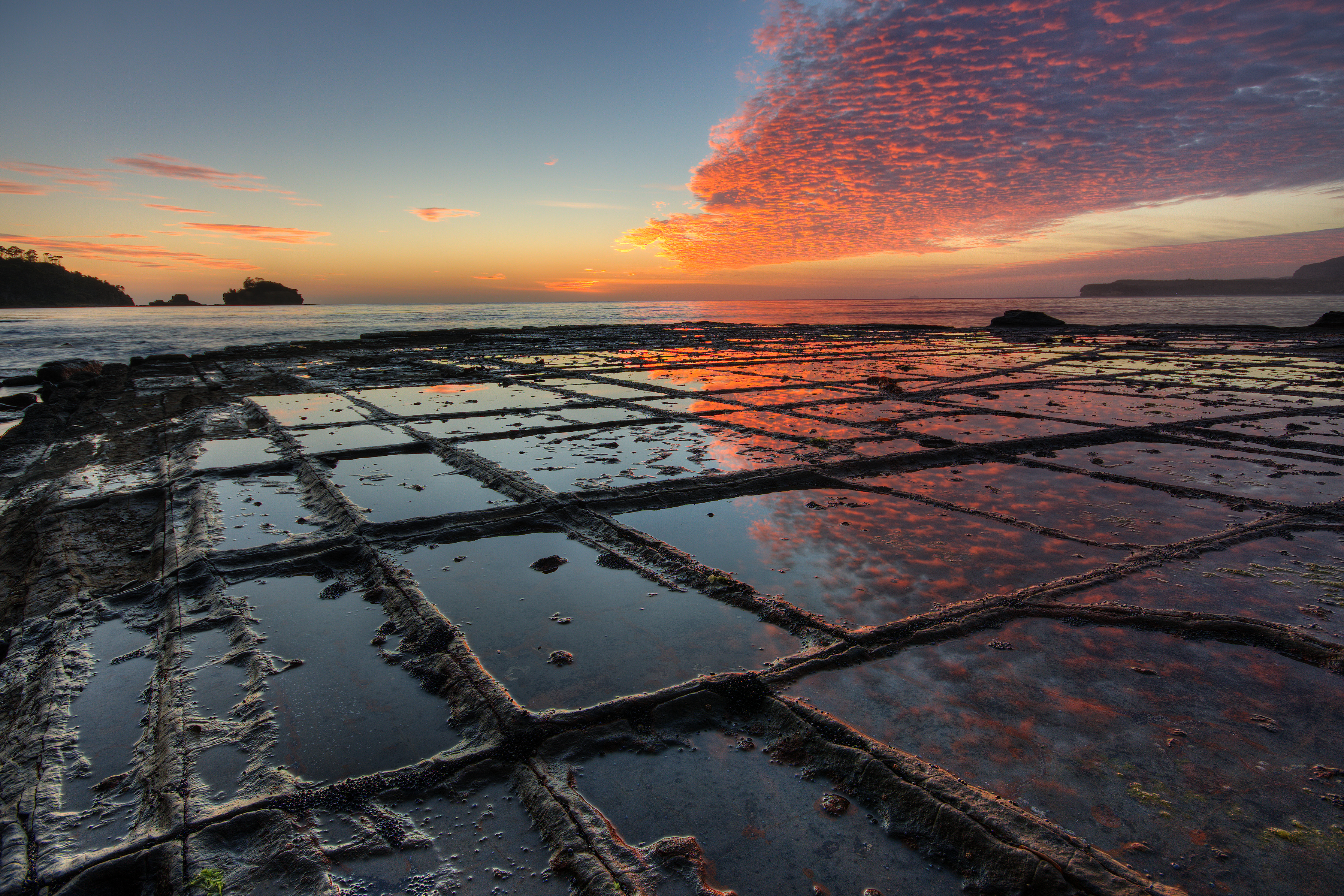
Vue de Tessellated Pavement au coucher du soleil.

Tessellated Pavement est une formation rocheuse de Tasmanie, en Australie, qui se présente sous la forme d'un pavement en mosaïque. Elle se trouve juste au nord de l'isthme d'Eaglehawk Neck